# Kevin Connor
Kevin Connor (Londres, 14 de julho de 1937) é um diretor de cinema e televisão britânico, baseado em Hollywood.